# 婦聯總會
婦聯總會，原名台北偕行社，是位於臺灣臺北市中正區中華民國總統府後方的市定古蹟，原為日本陸軍使用，後作婦聯會總部，今是台北地方法院辦公場所。

## 建物歷史
台北偕行館是落成於1913年，原作為日本陸軍將校級軍官聯誼中心。占地約一萬二千二百四十平方公尺的原址是登瀛書院，而一旁就是總統府後方。建築樓高兩層，有三面圓拱迴廊，四周綠地環繞，格局方整。此建物是日軍在臺灣九處偕行社最大者，其次是原日本陸軍臺南偕行社。該年代，凡在台灣總督府附近興建的房舍，都有類似重重院牆內廣大庭園和草坪的優美環境。二戰期間有兩枚盟軍炸彈落到院內，掩埋處理，直到1952年才挖出。

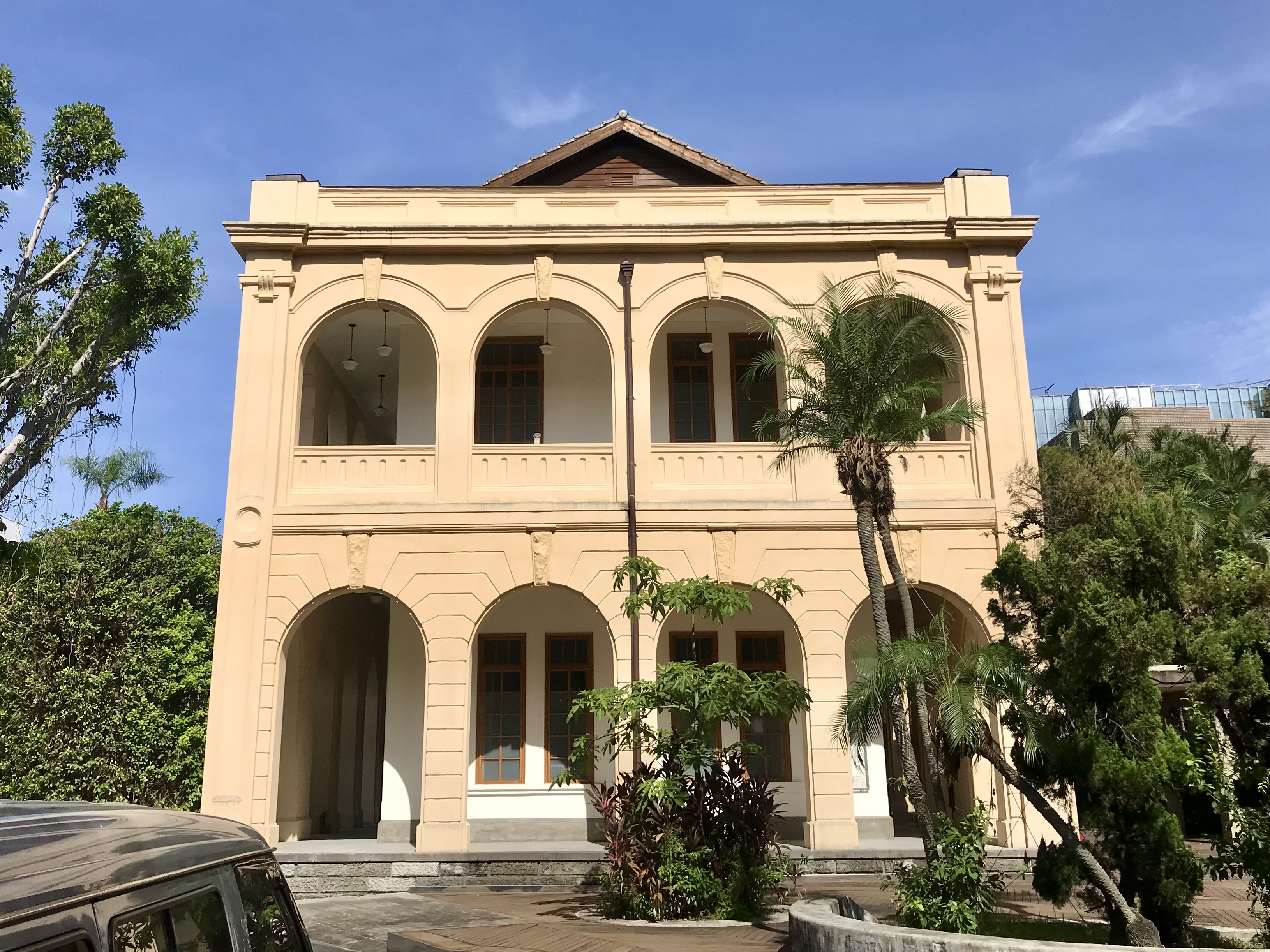
側面

中華民國接收後，偕行館一樓稱為「中正廳」。陸軍總司令部將偕行館納入寶慶營區，1950年借給中華婦女反共抗俄聯合會使用。中華民國政府遷臺之初，中華民國國軍衣衫破舊、且乏冬衣禦寒，婦聯會主任委員蔣宋美齡即率蔣中正政府官員太太利用二樓作縫衣工廠。1951年4月17日，婦聯會會慶，婦聯會大禮堂「孺慕堂」落成啟用，中華民國總統蔣中正親臨主持落成典禮。1952年，日本華僑贈送縫衣機一百八十八架給婦聯會。1984年3月14日，蔣宋美齡生日，偕行館二樓正式命名為「至德堂」，由總統府資政張群剪綵、總統府國策顧問何應欽致詞。

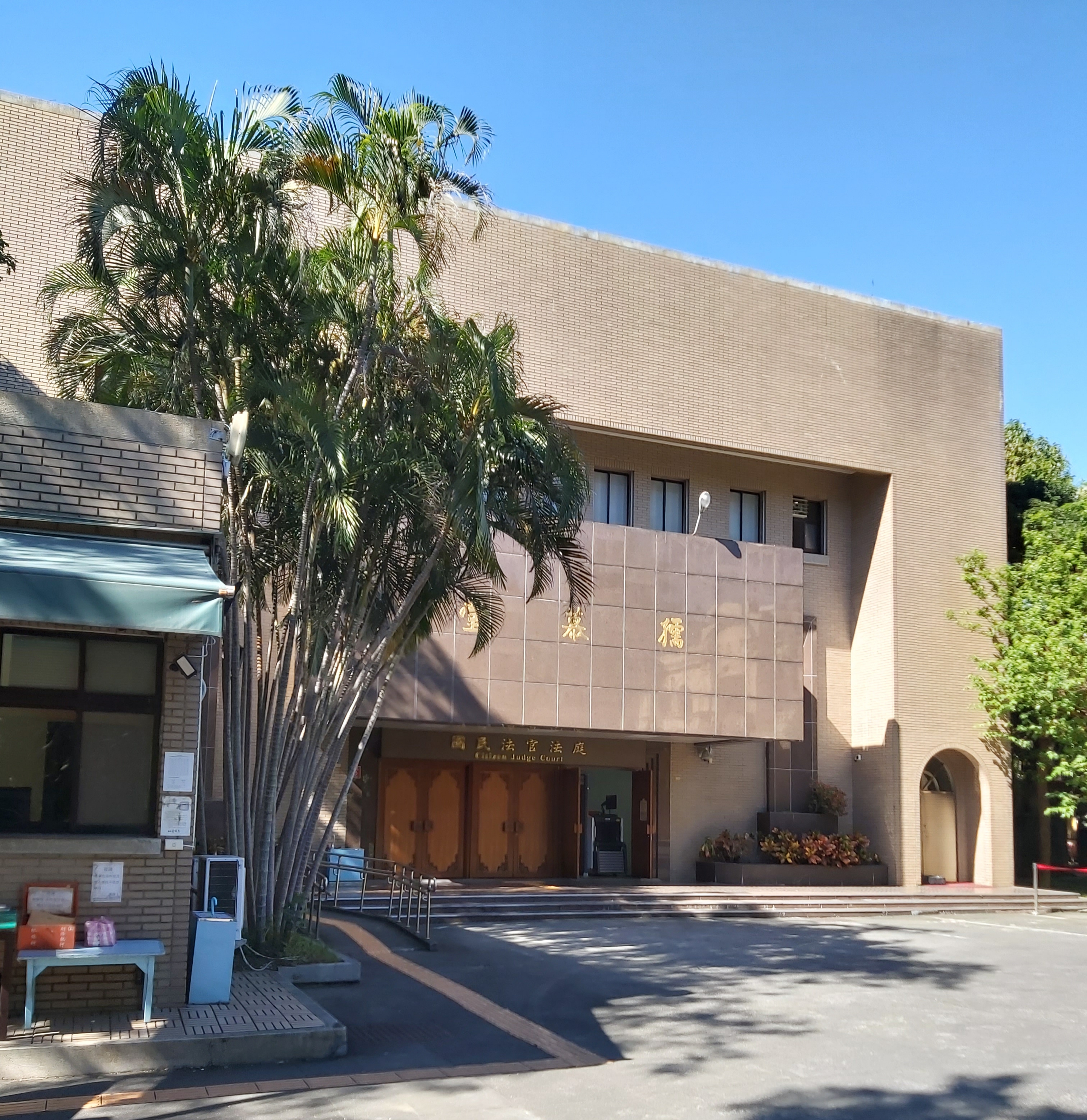
孺慕堂，位於至德堂側，為原婦聯會大禮堂，今址作國民法官法庭

1992年，婦聯會縫衣工廠停止運作。該年3月21日，中華民國國防部參謀本部副參謀總長兼執行官黃幸強上將批示，陸軍總部繼續讓婦聯會使用到2011年6月30日。
1998年5月21日，台北市政府民政局主任祕書王西崇會同多名古蹟學者專家會勘婦聯總會。7月30日，民政局古蹟鑑定審查會決議，把婦聯總會主建物至德堂提報台北市政府市政會議審議指定為市定古蹟。
婦聯會於2006年1月搬至林森南路19號美齡樓後，國防部因至德堂未作國防軍事使用，該月中旬決定將至德堂產權提前移撥財政部國有財產局。2006年4月，台北地方法院院長林錦芳表示，地方法院空間狹小，「院檢分立」是時代所趨，遷建有其必要，婦聯會前址空間、位置都是絕佳選擇；加上前婦聯會建築對面就是中華民國最高法院，規畫成為司法園區能更趨一致。財政部國有財產局公用科科長李嘉珍說，因司法院在台北的辦公廳舍不足，故將至德堂撥給司法院使用，並規畫作為司法園區。
台北市政府文化局副局長李斌在2006年4月25日會勘時指，婦聯總會早是市定古蹟，中央政府機關之間的土地與房舍調配協調，依法應通知文化局，相關會議也應邀文化局出席；可是近三個月移轉過程，財政部國有財產局與國防部未知會文化局。
婦聯總會在2007年改為台北地方法院寶慶院區，不對外開放。2022年7月27日，台北地方法院寶慶院區國民法官法庭於孺慕堂揭牌啟用。